# لنینسکویه (باشقیرستان)
لنینسکویه (انگلیسی: Leninskoye, Kaltovsky Selsoviet, Iglinsky District, Republic of Bashkortostan) یک شهرک در شهرستان ایگلینسکی استان باشقیرستان کشور روسیه است.